# Burg Fischhausen (Ostpreußen)
Die Burg Fischhausen (ursprünglich Schönewik, später auch Bischhausen) war die Residenz der Bischöfe des Samlands in Fischhausen (heute Primorsk (Kaliningrad)) im nördlichen Ostpreußen. Die Anlage lag im heutigen Rajon Swetlogorsk (früher Kreis Fischhausen) im Kaliningrader Gebiet (Russland). Davon sind heute nur noch wenige Reste erhalten.

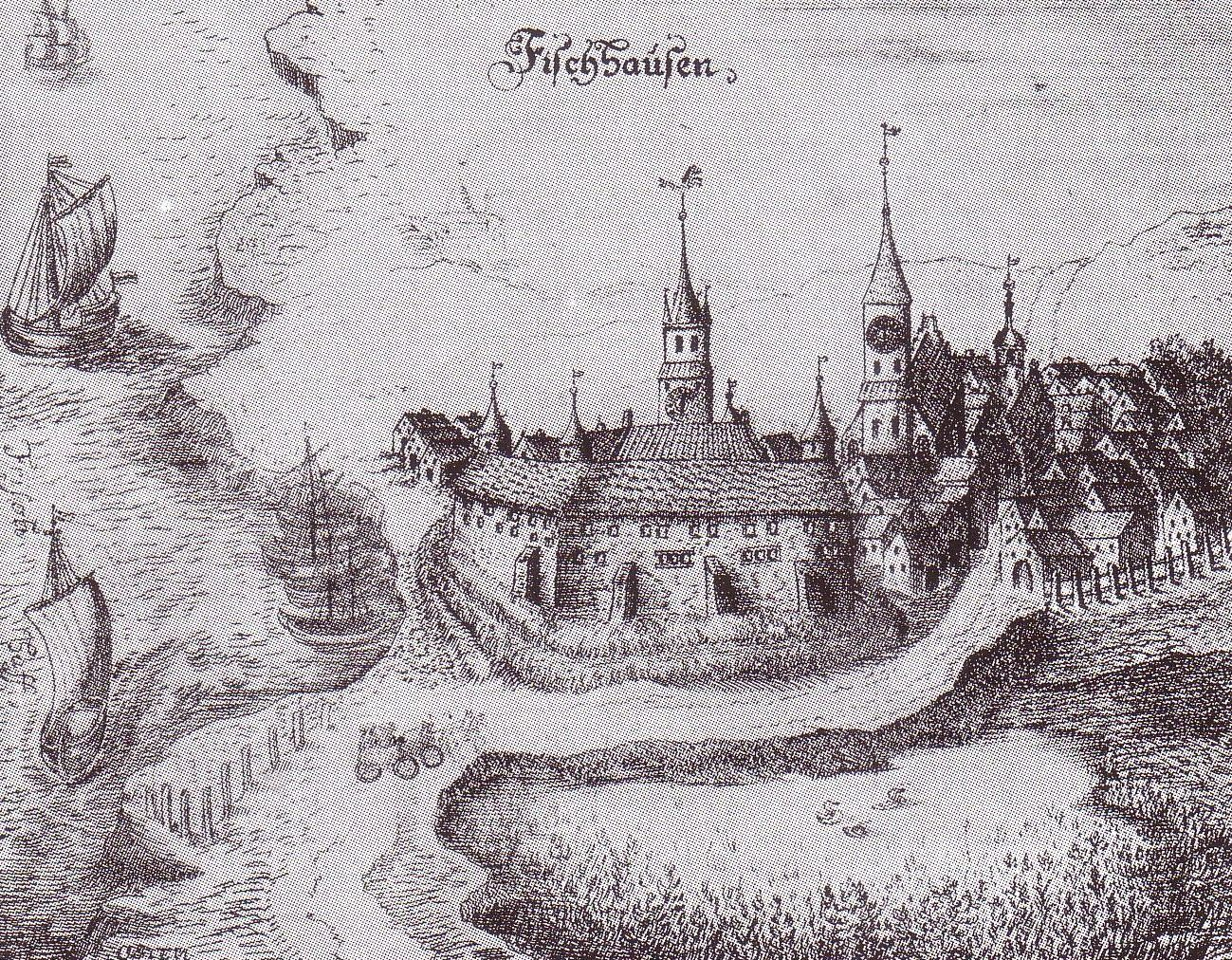
Ansicht der Burg von 1684

## Geschichte
Im Jahr 1264 verzichtete Bischof Heinrich von Samland auf sein Drittel am Witlandsort Lochstädt, wo der Deutsche Orden eine Burg zu errichten beabsichtigte. Als Ersatz sollte er ein gleich großes Stück Land an einem Ort seiner Wahl erhalten, um dort die Domkirche zu errichten. Vermutlich entschied er sich für den späteren Standort Fischhausen. 1268 vergab Heinrich von Samland fünf Burglehen für die Burg Schönewik. Die Burgmannen wurden verpflichtet, ihren Wohnsitz bei der Burg zu nehmen. 1297 gestand der Deutsche Orden dem samländischen Bischof die freie Verfügung über das Gebiet der Burg Schönewik und die umliegenden Wälder zu. Zwei Jahre später, 1299, verlieh Bischof Siegfried von Samland der Stadt Schönewik die kulmische Handfeste, wobei auch eine ältere Siedlung erwähnt wurde. Die steinerne Burg entstand vermutlich zwischen 1325 und 1350. Vergleiche mit anderen Bischofsresidenzen, etwa in Heilsberg, deuten aber auf einen Baubeginn nach 1350 hin. Mit dem Ende der Ordensherrschaft kam die Burg in Besitz der preußischen Herzöge. Im 16. Jahrhundert diente die Burg als Sommerresidenz der Herzöge von Preußen. 1701 und 1705 erließ König Friedrich I. (Preußen) den Befehl zum weitgehenden Abbruch der Burg zur Materialgewinnung für die Festung Pillau.

## Baubestand
Heute sind nur geringe Reste erhalten, darunter die Südmauer der Vorburg mit zwei Türmen. Die Burg war als Kastellburg mit quadratischem Grundriss angelegt und bestand aus vier Flügeln mit jeweils drei Geschossen. In der nordöstlichen Ecke befand sich vermutlich ein leicht vorspringender quadratischer Bergfried. Besonders bemerkenswert war eine Kirche in der Vorburg, die wahrscheinlich als zentrale Landkirche für die preußische Bevölkerung diente. Die Burg hatte einen feldsteinernen Sockel, das aufgehende Mauerwerk bestand aus Backstein im Gotischen Verband.